# پوخ بای هالین
پوخ بای هالین (به آلمانی: Puch bei Hallein) یک منطقهٔ مسکونی در اتریش است که در ناحیه هالاین واقع شده‌است. پوخ بای هالین ۲۱٫۰۲ کیلومتر مربع مساحت دارد ۴۴۴ متر بالاتر از سطح دریا واقع شده‌است.